# Jean-Pierre Schumacher
Jean-Pierre Schumacher OCSO (* 15. Februar 1924 in Buding, Lothringen; † 21. November 2021 in Midelt, Marokko) war ein französischer Ordensgeistlicher und Trappistenmönch. Er war der letzte Überlebende des Massakers von Tibhirine.

## Leben
Jean-Pierre Schumacher war eines von sechs Kindern aus einer lothringischen Arbeiterfamilie. Im Alter von achtzehn Jahren wurde er zur Wehrmacht eingezogen konnte jedoch dank einer falschen Tuberkulose-Diagnose bei der militärärztlichen Untersuchung der rekrutierung zum Frontdienst entgehen. Schumacher studierte Theologie bei den Maristenpatres, und empfing 1953 die Priesterweihe. 1957 trat er in das Kloster Timadeuc ein, eine Abtei der Trappisten in Bréhan im Département Morbihan.
Mit Gründung des Erzbistums Algier wechselte Schumacher mit drei weiteren Mönchen nach Tibhirine in Algerien in die dortige Trappistengemeinschaft. Als in der Nacht vom 26. auf den 27. März 1996 sieben Trappisten-Mönche aus dem Kloster Notre-Dame de l’Atlas in Tibhirine entführt, später ermordet und am 30. Mai geköpft aufgefunden wurden, war er einer der Überlebenden; zusammen mit seinem Mitbruder Amédée hatte er Dienst an der Pforte neben dem Kloster.
Vier Jahre nach dem Anschlag zog er mit seinem Mitbruder Amèdèe nach Fez in Marokko und wurde Superior ad nutum. 1997 wurde er Nachfolger von Christian de Chergé. 2000 übernahm die Gemeinschaft dauerhaft ein ehemaliges Franziskanerkloster in Midelt in Marokko.
2019 konnte Schumacher Papst Franziskus bei dessen Marokko-Reise begegnen. Schumacher starb am 21. November 2021 in Midelt im Alter von 97 Jahren.

## Schriften
- Jean-Pierre Schumacher, Nicolas Ballet: L'Esprit de Tibhirine, Le Seuil 2012 (Kindle)